# Дом купца Каргина
Дом купца Каргина — памятник архитектуры конца XIX — начала XX века в Костанае. Памятник истории и культуры местного значения.

## История
Здание в 1913 году построил купец Тимофей Андреевич Каргин.
На двух этажах располагалась купеческая лавка, складские помещения, жилые комнаты, гостиная и кухня. В подвале хранились товары повседневного спроса.
По одной из версий здание принадлежало купцу Бакирову.
К концу 1980-х здание окончательно изменило свой облик, так как постоянно достраивалось и перестраивалось. В результате изначальный облик здания не сохранился.
В настоящее время в здании находится АО «Казахтелеком».